# Terceiro
O terceiro (ou minuto terceiro) é uma antiga unidade de medida de tempo ou de amplitude angular, que correspondia a 1/60 de um segundo. O nome deriva da antiga nomenclatura: minuto primeiro (hoje minuto), minuto segundo (hoje segundo), etc.
Podia-se analogamente definir minuto quarto e assim por diante. O nome caiu em desuso e hoje em dia o segundo divide-se em fracções decimais (décimo de segundo, centésimo de segundo, etc) e não sexagesimais.
A base sexagesimal foi desenvolvida na Suméria, e divulgada pelos babilônios.